# V1500 Cygni
V1500 Cygni, conosciuta anche come Nova Cygni 1975, fu una brillante nova apparsa nella costellazione del Cigno nel 1975. È stata la seconda nova con la più alta luminosità intrinseca del XX secolo, dopo CP Puppis, osservata nel 1942. Fu scoperta dal giapponese Kentaro Osada il 29 agosto 1975 quando era di terza magnitudine e ebbe il suo picco di luminosità il giorno successivo, quando brillò di magnitudine 1,7 divenendo la seconda stella più luminosa della costellazione del Cigno, dopo Deneb. Nei giorni seguenti calò rapidamente di luminosità, scendendo di 7 magnitudini nei 45 giorni successivi al suo massimo. È stata la nova con la più rapida variazione di luminosità conosciuta; in lastre fotografiche di due giorni prima della scoperta era di magnitudine 9, mentre non era presente in foto scattate da Monte Palomar degli anni precedenti, che comprendevano stelle fino alla magnitudine 21.
V1500 Cygni è una variabile AM Herculis: sistemi binari stretti costituiti da una nana rossa che riversa materia su una nana bianca dotata di un forte campo magnetico. Nel caso di V1500 Cygni il periodo orbitale delle due componenti è di circa 3,3 ore. La distanza della nova è stata calcolata nel 1977 dall'Osservatorio McDonald in 1600 parsec, equivalenti a circa 6360 anni luce.